# Домб'є-Хробакове
Домб'є-Хробакове (пол. Dąbie Chrobakowe) — село в Польщі, у гміні Псари Бендзинського повіту Сілезького воєводства.
Населення — 171 особа (2011).
У 1975-1998 роках село належало до Катовицького воєводства.

## Демографія
Демографічна структура станом на 31 березня 2011 року:
|          | Загалом | Допрацездатний вік | Працездатний вік | Постпрацездатний вік |
| -------- | ------- | ------------------ | ---------------- | -------------------- |
| Чоловіки | 89      | 18                 | 62               | 9                    |
| Жінки    | 82      | 13                 | 49               | 20                   |
| Разом    | 171     | 31                 | 111              | 29                   |